# Burberry

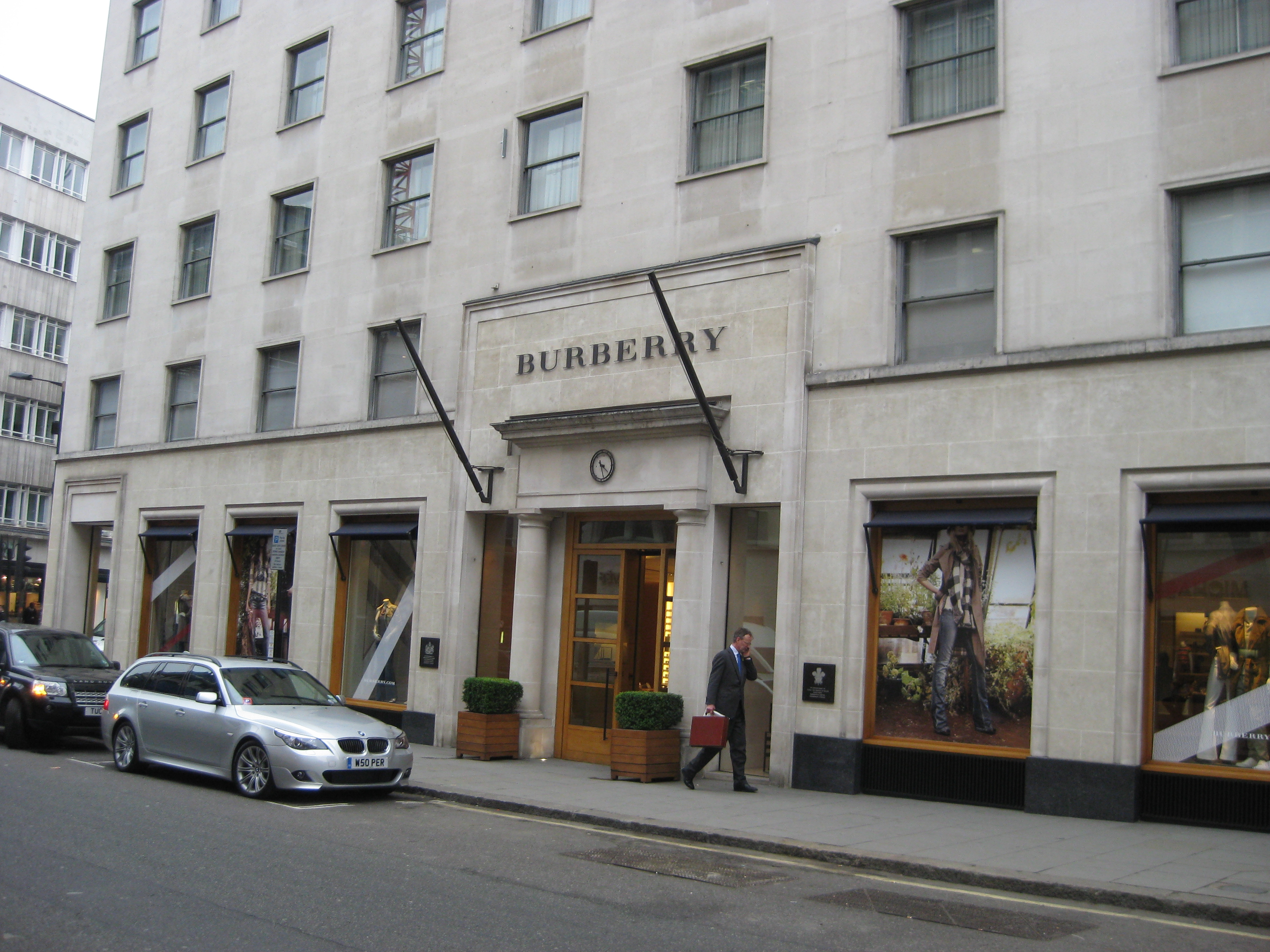
Burberrywinkel aan Bond Street (Londen)

Burberry is een uit het Verenigd Koninkrijk afkomstig modehuis in kleding en accessoires. Daarnaast heeft Burberry een eigen geurlijn en franchisewinkels rond de wereld, onder andere in de Verenigde Staten en Volksrepubliek China.
Zowel Elizabeth II als Koning Charles hebben het bedrijf hun Koninklijke Machtiging gegeven.

## Activiteiten
In 2022/23 bedroeg de totale omzet £3,1 miljard, waarvan £1 miljard aan accessoires en £2,0 miljard aan kleding. De verkopen vinden grotendeels plaats in eigen winkels en franchisewinkels. Azië is de grootste geografische afzetmarkt.
Het bedrijf heeft een gebroken boekjaar dat loopt van 1 april tot en met 31 maart. De aandelen staan genoteerd aan de London Stock Exchange.

## Geschiedenis

### Beginjaren, 19e eeuw
Burberry werd opgericht in 1856 toen de 21 jaar oude Thomas Burberry zijn eigen winkel in Basingstoke (Hampshire) opende. Rond 1870 had het bedrijf zich vooral gericht op buitenkleding. Later in 1880 introduceerde Burberry de stof gabardine in zijn assortiment; een waterbestendige, maar ademende stof waarvan het garen reeds waterdicht wordt gemaakt voor het weven. Ook veranderde het bedrijf rond deze tijd van naam: hoewel het oorspronkelijk Burberry heette, werd het in de volksmond Burberrys of London genoemd, waardoor Thomas Burberry deze naam overnam (deze oude naam is nog in veel oude kleding van het merk terug te vinden). In 1891 opende men een nieuwe winkel aan de Haymarket in Londen, die nog steeds bestaat en tot voor kort gold als hoofdkwartier van Burberrys. Het hoofdkwartier bevindt zich nu in het Horseferry House, net achter het Palace of Westminster.

### 20e eeuw
In 1901 werd het ridderlogo van Burberrys gecreëerd waaraan het woord "Prorsum" werd toegevoegd, wat vooruitgang betekent in het Latijn, en geregistreerd als trademark. In 1911 rustten zij Roald Amundsen, de eerste man op de Zuidpool, uit, in 1914 gevolgd door het kleden van Ernest Shackleton, die als eerste Antarctica doorkruiste. Ook George Mallory droeg in 1924 een gabardine jas van Burberrys tijdens zijn mislukte poging Mount Everest te beklimmen.
In 1914 werd het bedrijf door het Britse ministerie van Defensie gevraagd om overjassen te produceren voor officieren gedurende de Eerste Wereldoorlog. Het ontwerp van deze jassen diende aangepast te worden aan de nieuwe manier van oorlogvoeren, c.q. een oorlog die zich vooral afspeelde in de loopgraven ("trenches" in het Engels) waaraan deze nieuwe jas, de trenchcoat, zijn naam te danken had. Tijdens en na deze oorlog werd dit soort jas zeer populair onder burgers. In de jaren 20 werd vervolgens het bekende patroon, de Burberry check, geïntroduceerd en gebruikt als voering van de trenchcoats. Overigens wordt de uitvinding van de trenchcoat ook geclaimd door het rivaliserende Aquascutum, dat reeds een patent aanvroeg voor zijn waterdichte kleding in 1853.
Tot 1955 was het bedrijf onafhankelijk, waarna het door Great Universal Stores (GUS) overgenomen werd. 
In de jaren 70 werd het bedrijf populair als cultmerk voor vrijetijdskleding, gevolgd door zijn populariteit bij Britse voetbalhooligans in de jaren 90 en de chavs een decennium later. Hierdoor is niet langer sprake van het elitaire merk Burberrys, waarvan een halve eeuw eerder nog wel sprake was.
In 1999 veranderde het bedrijf weer van naam, waarna het opnieuw Burberry ging heten. In 2002 bracht GUS een kwart van haar belang in Burberry naar de Londense effectenbeurs. Burberry plc realiseerde een omzet van zo'n £600 miljoen in 2002/03, waarvan iets minder dan 40% via eigen winkels. In 2005 had GUS het hele belang in Burberry afgestoten.
In 2018 werd Riccardo Tisci aangetrokken. Zijn eerste collectie voor Burberry werd in september 2018 gepresenteerd tijdens de Londen Fashion Week. Na jaren van omzetstagnatie sloeg de collectie goed aan. Vooral jonge Chinezen kochten meer artikelen. In 2019 namen Chinese klanten zo'n 40% van de omzet van Burberry voor hun rekening.
In maart 2022 sloot Burberry de vestiging in Moskou na de Russische inval in Oekraïne.

## Marketing

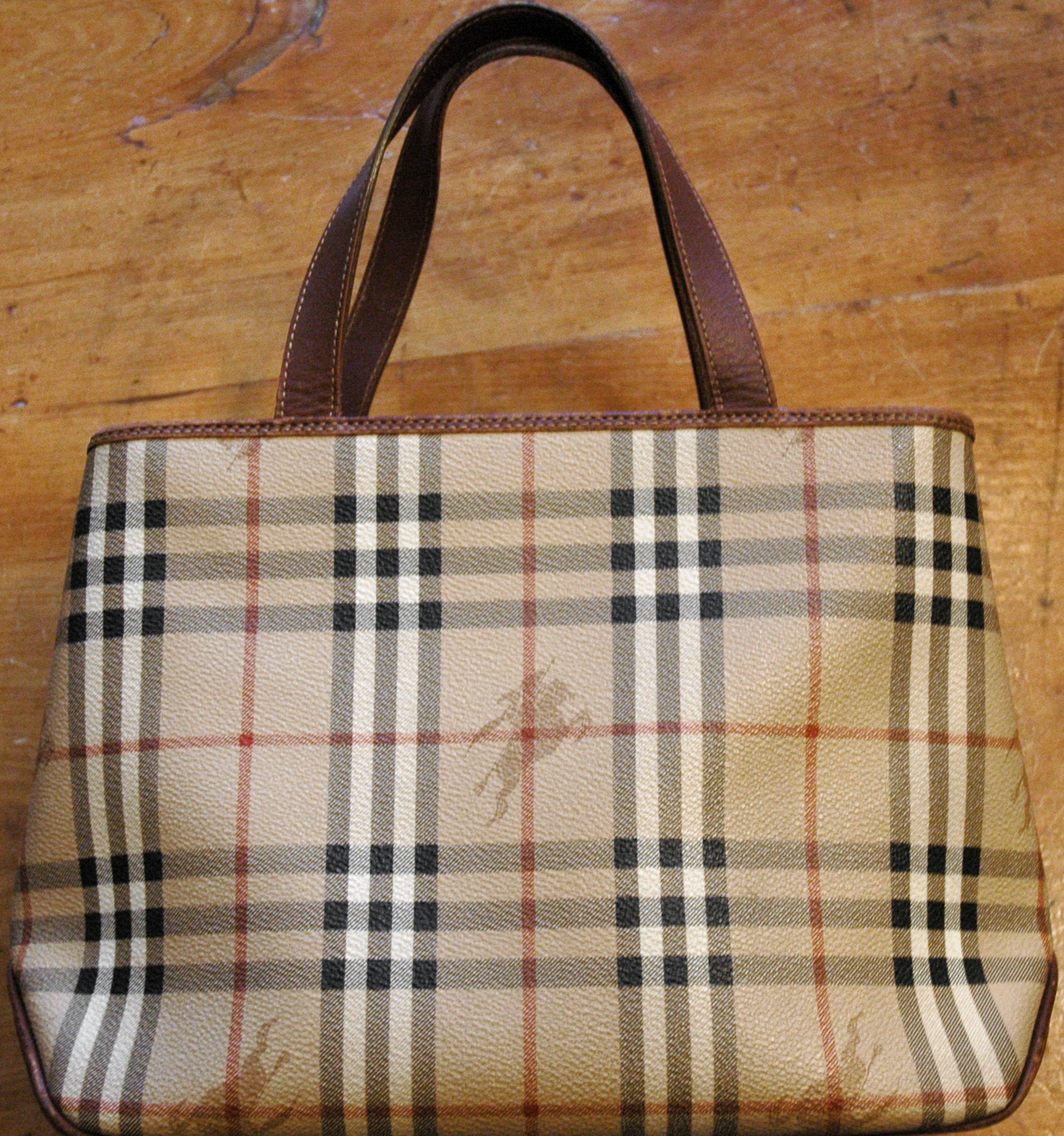
Een handtas met het typische Burberryruitpatroon

Sinds 1901 gebruikt het bedrijf een beeldmerk met een ridder op een steigerend paard. In het beeldmerk zit het Latijnse woord Prorsum verwerkt dat voorwaarts betekent.
Het haymarket check, het ruitjespatroon van camel achtergrond met rode, witte en zwarte strepen, dat synoniem staat voor Burberry werd het eerst gebruikt als een voering voor hun trenchcoat in 1924. Sinds 1967 heeft Burberry het patroon, dat nu geregistreerd staat als hun handelsmerk, gebruikt voor hun andere producten zoals paraplu's.

## Trivia
- Hoewel het patroon eigenlijk een Schots tartan was, registreerde Burberry dit als een Engelse check. Dit om de naam Burberry geen Schotse allure mee te geven, waarrond in de ogen van veel Engelsen destijds een negatieve connotatie hing.
- In 2012 claimde Burberry de trenchcoat uit de film Casablanca speciaal voor Humphrey Bogart ontworpen te hebben. Over deze regenjas bestond echter al enige tijd discussie. Om dit gegeven extra kracht bij te zetten had men op de website van het Britse merk een foto uit de film op de geschiedenispagina van het bedrijf gezet. De zoon van Humphrey Bogart nam hierop echter een advocaat in de arm: hij vond dat Burberry hiermee geheel onwettig de portretrechten van zijn vader geschonden had. Niet alleen vanuit commercieel standpunt, maar ook omdat Humphrey Bogart volgens zoon Stephen privé en ook in de film een trenchcoat droeg van het rivaliserende Britse merk Aquascutum.[7]

Aberdeen Asset Management · Admiral Group · Aggreko · AMEC · Anglo American · Antofagasta · ARM Holdings · Associated British Foods · AstraZeneca · Aviva · Babcock International · BAE Systems · Barclays · BG Group · BHP Billiton · BP · British American Tobacco · British Land Company · Sky · BT Group · Bunzl · Burberry · Capita Group · Carnival · Centrica · Compass Group · CRH · Croda International · Diageo · easyJet · Eurasian Natural Resources Corporation · Experian · Fresnillo · G4S · GKN · GlaxoSmithKline · Glencore · Hammerson · Hargreaves Lansdown · HSBC · IMI · Imperial Brands · International Airlines Group · InterContinental Hotels Group · Intertek Group · ITV · Johnson Matthey · Kingfisher · Land Securities Group · Legal & General · Lloyds Banking Group · London Stock Exchange Group · Marks & Spencer · Meggitt · Melrose · Wm Morrison Supermarkets · National Grid · Next · Old Mutual · Pearson · Persimmon · Petrofac · Prudential · Randgold Resources · Reckitt Benckiser · RELX · Resolution · Rexam · Rio Tinto Group · Rolls-Royce Group · Royal Bank of Scotland Group · RSA Insurance Group · SABMiller · Sage Group · J Sainsbury · Schroders · Scottish and Southern Energy · Serco Group · Severn Trent · Shell · Shire · Smith & Nephew · Smiths Group · Standard Chartered · Standard Life · Tate & Lyle · Tesco · Travis Perkins · TUI Travel · Tullow Oil · Unilever · United Utilities · Vedanta Resources · Vodafone · Weir Group · Whitbread · William Hill · Wolseley · Wood Group · WPP Group